# Philodromus quercicola
Philodromus quercicola là một loài nhện trong họ Philodromidae.
Loài này thuộc chi Philodromus. Philodromus quercicola được miêu tả năm 1965 bởi Schick.